# Великая любовь (фильм, 1942)
«Великая любовь» (нем. Die große Liebe) — немецкий фильм режиссёра Рольфа Хансена, вышедший в 1942 году и ставший самым коммерчески успешным фильмом нацистской Германии.

## Сюжет
Обер-лейтенант Пауль Вендланд — военный пилот, сражающийся в Северной Африке. Получив отпуск на один день, он идет в театр-варьете «Скала» на представление популярной датской певицы Ханны Хольберг. Вендланд влюбляется в неё с первого взгляда и после представления следует за ней, отваживая другого поклонника, настойчиво показывая свою симпатию и стараясь познакомиться. Ханна, как выясняется, идёт не к себе домой, а на вечеринку, но, представившись другом Ханны, Пауль проходит вместе с ней, и, улучив момент, признаётся в любви. Когда Ханна уходит, Пауль провожает её до дверей дома. Ханна намерена попрощаться с нежеланным гостем, но в этот момент звучат сирены, и герои вынуждены спасаться от авианалёта в бомбоубежище. В убежище Пауль своим спокойствием и общительностью очаровывает всех знакомых Ханны и в конце концов ему удаётся растопить её сердце, они проводят ночь вместе. Наутро Пауль возвращается на фронт.
Чувства Пауля и Ханны проверяются долгой разлукой, они никак не могут увидеться снова (Пауль однажды приезжает в Берлин, но именно в этот день его возлюбленная даёт концерт в Париже). В отсутствие Пауля Ханну осаждает работающий с ней композитор Александр Рудницкий, готовый ради неё развестись с женой. Пауль всё же просит руки Ханны, она соглашается, но перед свадебной церемонией его срочно отзывают на фронт. Чтобы смягчить горечь разлуки, Ханна отправляется на гастроли в Рим. Там её находит Пауль, взявший трёхнедельный отпуск. Они планируют свадьбу, но уже на следующий день Пауль сообщает невесте, что несмотря на отпуск он чувствует себя обязанным вернуться в расположение части. Ханна не может его понять, и между влюблёнными происходит стычка, которая, кажется, может привести к расставанию.
С началом войны между Германией и Советским Союзом Пауля отправляют на восточный фронт. Там вскоре гибнет его близкий друг Эцдорф, и Пауль пишет Ханне прощальное письмо. Ханна и Пауль воссоединяются в госпитале, где он восстанавливается после ранения. В заключительных кадрах зритель видит счастливую пару влюблённых на фоне горного пейзажа, а в небе проносится эскадрилья Люфтваффе.

## Песни
- Davon geht die Welt nicht unter («Это не конец света»)
- Blaue Husaren (Heut' kommen die blauen Husaren) («Сегодня придут синие гусары»)
- Ich weiss, es wird einmal ein Wunder geschehen («Я знаю, чудо произойдёт»)
- Mein Leben für die Liebe - Jawohl! («Моя жизнь для любви – о да!»)

Авторы всех песен – композитор Михаэль Яри и поэт Бруно Бальц. Все песни исполнила Цара Леандер.

## В ролях
| Актёр                | Роль                |
| -------------------- | ------------------- |
| Цара Леандер         | Ханна Хольберг      |
| Виктор Штааль        | Пауль Вендланд      |
| Грета Вайзер         | Кэти                |
| Пауль Хёрбигер       | Александр Рудницкий |
| Вольфганг Прайсс     | Эцдорф              |
| Ханс Шварц мл.       | Альфред             |
| Леопольд фон Ледебур | Герр Вештфаль       |
| Юлия Серда           | Фрау Вештфаль       |

## История создания и анализ
«Великую любовь» относят к числу «фильмов о преодолении» (Durchhaltefilme), которые стали важным элементом немецкой киноиндустрии после начала Второй мировой войны и должны были убедить жителей страны принять временные лишения и разлуку с любимыми, пока не закончена война. Главная мысль фильма выражена в первой же песне Ханны Хольберг Davon geht die Welt nicht unter («Это не конец света»), которую она поёт, обращаясь к солдатам и буквально говоря, что благодаря войне любящие сердца могут найти новые способы чувствовать близость друг к другу. Остальные песни тоже простыми словами доносят до зрителя нехитрую мораль фильма. Война представлена в первую очередь как приключение, принять участие в котором в роли солдата или ждущей жены солдата – высшее предназначение как мужчины, так и женщины.
«Великая любовь» снималась в период с сентября 1941 года по май 1942 года в Вене, Берлине и Риме. Идея сюжета о любви пилота и певицы принадлежала писателю Александру Лернету-Холения, сценарий написали Петер Гролль и режиссёр Рольф Ханзен. В съёмках были задействованы лучшие силы UFA – постоянно работавший с Царой Леандер оператор Франц Ваймайр и когорта известных актёров во второстепенных ролях.
Картина вышла на экраны 12 июня 1942 года, через две недели после первой в своём роде разрушительной бомбардировки Кёльна, которая придала заложенному в фильм посланию дополнительную актуальность. «Великая любовь» стала самым популярным фильмом Третьего рейха: её посмотрело 27 млн. человек (почти половина населения страны), а сборы составили 8 млн. рейхсмарок.
Стивен Брокманн рассматривает «Великую любовь» как вариацию на тему «Укрощения строптивой»: в начале фильма Ханна свободно чувствует себя в артистических кругах и меняет кавалеров, но постепенно посвящает себя роли жены единственного мужчины – пилота Люфтваффе, воплощения нацистского идеала мужественности. Во время сцены в бомбоубежище Пауль и Ханна играют с оказавшимся там же мальчиком, как бы предсказывая, что в будущем они окажутся хорошими родителями. В целом трансформацию Ханны в фильме Брокманн ёмко описывает словами «от женщины-вамп до Мадонны».